# Matías Oscar Montero
Matias Montero (General Pico, La Pampa, Argentina; 7 de mayo de 1994) es un futbolista argentino. Juega como mediocampista y su equipo actual es el Irapuato, de la Liga Premier de Ascenso de México.

## Trayectoria

### Celaya C. D.
Debutó en el equipo mexicano el martes 7 de febrero de 2017 contra Venados F.C.

## Selección
Ha sido internacional con la Selección Sub-17 de Argentina en 3 ocasiones sin anotar goles y siendo expulsado en 1 ocasión.

## Clubes
| Club                    | País      | Año           |
| ----------------------- | --------- | ------------- |
| River Plate (Juveniles) | Argentina | 2007-2012     |
| Celaya C. D.            | México    | 2016-2017     |
| Irapuato                | México    | 2017-presente |